# 光棍之家
《光棍之家》是1988年由天山电影制片厂摄制的喜剧电影，由吐依贡·阿合买德执导，买买提明编剧，吾守尔、买买提·希里甫、居来提、哈里·木拉提、阿米娜、努尔尼莎·司玛依等人主演。讲述的是生活在新疆的一家四口维吾尔族单身男性，找寻属于自己爱情的故事。
《光棍之家》导演吐依贡·阿合买德在第9届中国电影金鸡奖上获得最佳导演处女作的提名。

## 剧情简介
吐尔迪（买买提·希里甫 饰）和三个儿子生活在一起，由于一家四口都是单身男性，有“光棍之家”之称。吐尔迪和单身多年的街坊热比娅（努尔尼莎·司玛依 饰）相互爱慕，但碍于孩子们尚未结婚，吐尔迪也无心结婚。大哥沙德尔（哈里·木拉提 饰）是腼腆的老师，介绍的对象都因为其性格而不了了之。老二卡德尔（吾守尔 饰）是冠军摔跤运动员，却因为没有谈过恋爱，总被队友笑话。老三纳德尔（居来提 饰）是商铺老板，在和缝纫女工阿丽娅（迪力娜尔 饰）恋爱，不过由于两位兄长尚未婚配，自己不敢操之过急。沙德尔在和新介绍的对象哈丽苔（古丽加罕 饰）见面时，哈丽苔因错认另一位同名男子而错过沙德尔。这使得沙德尔倍受刺激。同时，卡德尔前往库尔勒市参加比赛，在博斯腾湖游玩时偶遇渔女帕塔姆（阿米娜 饰）。帕塔姆捉弄爱逞能的卡德尔，不料卡德尔失足落水，被帕塔姆父女所救，卡德尔因此记住了帕塔姆。此时，在乌鲁木齐的纳德尔和妇女阿依仙木（热孜婉 饰）产生了误会，甚至一度闹到了派出所。
哈丽苔因为错认沙德尔而懊悔，到学校和沙德尔解释，二人误会解开。原本腼腆的沙德尔在谈及文学时充满了激情，而哈丽苔也早读过沙德尔的诗，并芳心暗许。回到乌鲁木齐的卡德尔参与了自治区组织的业余文艺演出，帕塔姆在演出中也有节目。帕塔姆的搭档因突发疾病无法登台。所幸卡德尔临时救场，节目获得满堂彩，几次相遇使二人相互爱慕。纳德尔被父亲老友马合木提认出，并带回家中做客。在马合木提家里的家庭合影中，纳德尔得知阿依仙木、马合木提、阿丽娅是一家人，纳德尔仓皇逃跑。在经历救助马合木提、新闻中报道纳德尔为洪水灾区捐款的几件事后，阿依仙木才了解纳德尔并非轻浮之人。马合木提夫妇前来向吐尔迪解释道歉。三对恋人相约在南山游玩，巧遇父亲吐尔迪带着热比娅，两位老人不好意思匆匆离去。光棍之家的四口人与自己相爱的人在一起。

## 主创团队
《光棍之家》的编剧买买提明是天山电影制片厂的专业编剧，先后完成《热娜的婚事》等电影剧本的创作。《光棍之家》是因在喜剧电影《阿凡提》中饰演阿凡提而闻名中国的吐依贡·阿合买德独立执导处女作。导演吐依贡基于文学剧本、自己的艺术构思等因素邀请演员、摄影、美工、音乐、录音等创作人员。《光棍之家》的主创团队以维吾尔族为主，不过也有塔吉克族等其他民族的成员。同时，包括导演吐依贡、编剧买买提明、摄影师尼加提、摄影师木拉提、美工阿迪夏、录音艾尔肯在内的大多主创团队成员毕业于北京电影学院或在此学习过。加之拍摄的是维吾尔族喜剧电影，使得该摄制组具有相同民族、相同学校的优势。
吐依贡此前多次出演喜剧人物，在中央戏剧学院学习时也善于喜剧的表演，《光棍之家》拍摄之前他还在讽刺喜剧电影《钱这东西……》中担任副导演。这些经历、经验帮助他对《光棍之家》的场面调度、情节穿插、营造喜剧氛围等方面。剧中“文艺演出”片段在八一剧场拍摄，因扮演观众的某师范学院的学生们意兴阑珊，开始退场。导演吐依贡临时上台，通过滑稽的表演安抚了同学们。这场戏被中国电影协会书记处书记邵牧君称该片段是影片效果最好的戏。

## 所获称号
| 奖项                | 类别           | 获奖或入围者         | 结果 | 來源  |
| ------------------- | -------------- | -------------------- | ---- | ----- |
| 第9届中国电影金鸡奖 | 最佳导演处女作 | 吐依贡，《光棍之家》 | 提名 | [ 5 ] |